# パチスロ貴族 銀
『パチスロ貴族 銀』（パチスロきぞく ぎん）は、原作：浅井健吾による日本のアニメ作品。また、漫画作品として花丸敏吾の作画で（「ヤングキング」（少年画報社）にて連載され、全2巻で単行本化された。

## 概要
ひょんなことからパチスロでの勝負の世界に挑むことになった青年の成長を描く。

## あらすじ
小説家志望の青年・音無銀也はバイトとしてパチスロ専門誌のライターをしている。ある日、銀也は取材先としてスロッターNo.1の座を決める「スロシアム」に潜入する。パチスロ自体には興味のなかった彼だが、ひょんなことからそこで勝負を挑まれてしまう。しかし銀也は持ち前の動体視力でこれに勝ち、これをきっかけに彼とライバルたちとの「スロシアム」でのバトルが始まった。

## 登場人物
音無銀也
声 - 鳥海浩輔

鴨居ゆり
声 - 豊嶋真千子

台場 遼
声 - 増谷康紀

芝浦 大
声 - 有本欽隆

日野 出
声 - 楠見尚己

石橋恵美
声 - 園田恵子

青海俊一
声 - 野島健児

音無麻衣
声 - 柚木涼香

川藤 宏
声 - 河野智之

## アニメ
2001年4月11日から9月19日（毎週水曜 26:25 - 26:55）までフジテレビ系列にて全23話が放送された。
アニメではアルゼグループの協力を得て、同社のパチスロ機をモデルとした機種が登場する。

### スタッフ
- 原作 - 浅井健吾（少年画報社／ヤングキング連載）
- 監督 - うえだひでひと
- 助監督 - 佐野隆史
- シリーズ構成 - 星山博之（第1 - 6話）→伊東恒久（第7 - 23話）
- キャラクターデザイン - 羽山淳一
- 美術監督 - 坂本信人
- 編集 - 田熊純
- 音響監督 - 岩浪美和
- 音楽 - 渡部チェル、田光マコト
- プロデューサー - 猪股一彦、池田慎一、加藤博、川上大輔
- アニメーション制作 - A-Line
- 製作 - フジテレビ、読売広告社、アクタス、キッズメディア

### 主題歌
「紫陽花」
SHUUBIによるオープニングテーマ。作詞・作曲はSHUUBI、編曲は根岸孝旨。
「ハートブレイカー」
ブリキンホテルによる第1話 - 第17話・第23話エンディングテーマ。作詞・作曲は早川博、編曲・演奏はブリキンホテル。
「SALT,SAX,OCTOPUS」
BLAW JOB SILVERによる第18話 - 第22話エンディングテーマ。作詞はRIKIYA・Jam、作曲・編曲はBLAW JOB SILVER。

### 各話リスト
| 話数   | サブタイトル         | 脚本       | 絵コンテ       | 演出       | 作画監督                   | 放映日         |
| ------ | -------------------- | ---------- | -------------- | ---------- | -------------------------- | -------------- |
| 第1話  | 風車                 | 星山博之   | うえだひでひと | 畠山茂樹   | 桜井正明                   | 2001年 4月11日 |
| 第2話  | 神の指               | 伊東恒久   | 界日和         | 界日和     | 飯田宏義                   | 4月18日        |
| 第3話  | 触診                 | 外池省二   | 福島一三       | 粟井重紀   | 山本道隆                   | 4月25日        |
| 第4話  | 旋律                 | 星山博之   | 浜名孝行       | 田中一     | 高津幸央                   | 5月2日         |
| 第5話  | 未来                 | 伊東恒久   | 山田勝久       | 鈴木薫     | 窪敏                       | 5月9日         |
| 第6話  | 火花                 | 外池省二   | 沙賀諒         | 石川敏浩   | 柳瀬雄之                   | 5月16日        |
| 第7話  | 疑心                 | 外池省二   | うえだひでひと | 界日和     | 及川博史                   | 5月23日        |
| 第8話  | 困惑                 | 大和屋暁   | 布施木一喜     | 布施木一喜 | 飯田宏義                   | 5月30日        |
| 第9話  | 玄人（プロ）         | 伊東恒久   | 碧井勇作       | 高島大輔   | 高津幸央                   | 6月6日         |
| 第10話 | 父子（おやこ）       | 大和屋暁   | 渡辺純央       | 粟井重紀   | 山本道隆                   | 6月13日        |
| 第11話 | 過去                 | 静谷伊佐夫 | 山田勝久       | 鈴木薫     | 飛田美和子 島田雅史        | 6月20日        |
| 第12話 | 絆                   | 外池省二   | 古川順康       | 石川敏浩   | 柳瀬雄之                   | 6月27日        |
| 第13話 | 兄妹（あにいもうと） | 静谷伊佐夫 | うえだひでひと | 布施木一喜 | 飯田宏義                   | 7月4日         |
| 第14話 | 背中                 | 大和屋暁   | 佐野隆史       | 田中一     | 及川博史                   | 7月11日        |
| 第15話 | カルテ               | 伊東恒久   | 高橋幸雄       | 高橋幸雄   | 高津幸央                   | 7月18日        |
| 第16話 | 盟友                 | 大和屋暁   | 渡辺純央       | 粟井重紀   | 山本道隆                   | 7月25日        |
| 第17話 | 思人                 | 外池省二   | 山田勝久       | 鈴木薫     | 飛田美和子 島田雅史        | 8月1日         |
| 第18話 | ゆり                 | 静谷伊佐夫 | うえだひでひと | 石川敏浩   | 柳瀬雄之 山本道隆 粟井重紀 | 8月8日         |
| 第19話 | 別離（わかれ）       | 伊東恒久   | 布施木一喜     | 布施木一喜 | 飯田宏義                   | 8月15日        |
| 第20話 | 前夜                 | 大和屋暁   | 大森貴弘       | 高橋幸雄   | 及川博史                   | 8月22日        |
| 第21話 | 夜櫻                 | 外池省二   | 古川順康       | 田中一     | 高津幸央                   | 8月29日        |
| 第22話 | 灼熱                 | 静谷伊佐夫 | 佐野隆史       | 粟井重紀   | 山本道隆                   | 9月5日         |
| 第23話 | 瞬間（とき）         | 伊東恒久   | うえだひでひと | 鈴木薫     | 飯田宏義                   | 9月19日        |

### 映像ソフト
ビデオは東映ビデオから、DVD-BOXはパイオニアLDCより発売。